# 257 a.C.

## Eventos
- Cneu Cornélio Blasião, pela segunda vez, e Caio Atílio Régulo Serrano, cônsules romanos.
- Oitavo ano da Primeira Guerra Púnica - Batalha de Tindaris termina em uma difícil vitória romana.
- Quinto Ogúlnio nomeado ditador feriarum constituendarum causa para levar adiante os Jogos Romanos (latinarum feriarum).